# Natalia Grosvenor, Duquesa de Westminster
Natalia Ayesha Grosvenor, Duquesa Viúva de Westminster (nascida Phillips; Londres, 8 de maio de 1959), é uma aristocrata, filantropa e produtora de vinho britânica. Ela é a viúva do 6.º Duque de Westminster e mãe do 7.º Duque. Em 2024, a família da Duquesa, especificamente o seu filho, ocupava o 11.º lugar na lista de pessoas mais ricas do jornal Sunday Times, com um património líquido de 10,127 mil milhões de libras esterlinas.

## Vida pessoal
Grsovenor é a filha mais nova do Tenente-Coronel Harold "Bunnie" Phillips e de Georgina "Gina" Wernher. Os seus avós paternos eram o Coronel Joseph Phillips e Mary Bryce, filha de John Pablo Bryce. Já os seus avós maternos eram Sir Harold Wernher, 3.º Barão, e Anastasia de Torby, filha morganática do Grão-Duque Miguel Mikhailovich da Rússia.
Conhecida por amigos e familiares como "Tally", ela tinha um irmão mais velho, Nicholas (1947–1991), e três irmãs mais velhas, incluindo Marita Knight e a falecida Alexandra Hamilton, Duquesa de Abercorn.
Grsovenor e os seus irmãos são descendentes diretos do poeta Alexander Pushkin e do engenheiro afro-russo Abram Gannibal.
A Duquesa é madrinha de Guilherme, Príncipe de Gales; por sua vez, Diana, Princesa de Gales, foi madrinha da sua filha, Edwina Grosvenor. O seu filho, Hugh, o atual Duque de Westminster, é afilhado de Carlos III e padrinho de Jorge de Gales e de Archie de Sussex.

## Carreira
A Duquesa apoia várias iniciativas de caridade em Cheshire e por todo o Reino Unido, incluindo a "Alex Moulton Charitable Trust" e o "Hospice of the Good Shepherd".
Grosvenor é proprietária de uma vinha em Portofino chamada "La Cappelletta", onde produz Vermentino della Cappelletta, um vinho Vermentino da Ligúria.

## Casamento e descendência
Natalia conheceu Gerald Grosvenor (então Conde Grosvenor), num baile no Palácio de Blenheim em 1977.
Casaram-se no ano seguinte, a 17 de outubro de 1978, na St Mary's Church, em Luton, perto da propriedade da sua família, Luton Hoo. Natalia usou um vestido desenhado por Sarah Butler e uma tiara antiga de diamantes e espinelas que Grosvenor lhe tinha comprado, e que tinha pertencido à Princesa Catarina Bagration. Entre os convidados notáveis do casamento estavam a Princesa Alice, Duquesa de Gloucester, o Príncipe e a Princesa Michael de Kent, e o Lorde Mountbatten, cuja neta, India Hicks, foi dama de honor. Após o casamento, Natalia passou a usar o título de Condessa Grosvenor.
Quatro meses depois, o pai de Grosvenor faleceu, e ele tornou-se o 6.º Duque de Westminster, tornando Natalia a Duquesa de Westminster. 
Tiveram quatro filhos e sete netos:
- Tamara Katherine Grosvenor (nascida a 20 de dezembro de 1979), casou-se com Edward van Cutsem, filho de Hugh van Cutsem, a 6 de novembro de 2004, na Catedral de Chester.[13] Têm três filhos:
  - Jake Louis Hannibal van Cutsem (nascido a 21 de maio de 2009);
  - Louis Hugh Lupus van Cutsem (nascido a 17 de abril de 2012);
  - Isla van Cutsem (nascida em dezembro de 2015).
- Edwina Louise Grosvenor (nascida a 4 de novembro de 1981), casou-se com Dan Snow a 27 de novembro de 2010.[14] Têm três filhos:
  - Zia Snow (nascida a 13 de outubro de 2011);
  - Wolf Robert Snow (nascido a 9 de setembro de 2014);
  - Orla Snow (nascida em dezembro de 2015).
- Hugh Richard Louis Grosvenor, 7.º Duque de Westminster (nascido a 29 de janeiro de 1991), casou-se com Olivia Henson a 7 de junho de 2024.[15] Têm uma filha:
  - Cosima Florence Grosvenor (nascida a 27 de julho de 2025).
- Viola Georgina Grosvenor (nascida a 12 de outubro de 1992), casou-se com Angus Roberts, da Royal Scots Dragoon Guards, em 2022.[16]